# Yigin Osman
 (novembre 2011).
Si vous disposez d'ouvrages ou d'articles de référence ou si vous connaissez des sites web de qualité traitant du thème abordé ici, merci de compléter l'article en donnant les références utiles à sa vérifiabilité et en les liant à la section « Notes et références ».
Pour les articles homonymes, voir Osman.
Yigin Osman a été 16 fois champion du monde et 28 fois champion d'Europe de boxe thaïlandaise,.
Osman Yigin est né le 3 juin 1971 , c'est par le Taido qu'il a commencé à l'âge de 6 ans, un art martial japonais. C'est seulement à l'âge de 12 ans qu'il s'est mis dans le sport qu'il pratique actuellement, la boxe thaïlandaise. Il a fait quelques combats amateur et ça s'est payé par des victoires avant la limite, c'est-à-dire par KO. C'est seulement en 1985, à l'âge de 15 ans, qu'il dispute son premier combat classe A contre Rachid Elherdmi, dans une soirée organisée par Master Kouider. Par après, il a fait des combats contre Thomas Seiler, Yassin Le Thai (champion du Radja), Anukun, Singyaboune, Pongpilla, Kotsur, Abel El Quandili, pour citer que ceux-là. Au total, il a un palmarès de 198 combats, 170 victoires dont 81 victoires par KO, 26 défaites et 2 nuls.
En 1998, il fonde sa propre team, Osman Gym, tout en continuant à boxer jusqu'en 2003. C'est le 16 février 2003, qu'il livra son dernier combat dans sa ville natale de Charleroi en Belgique contre le guerrier Ukrainien Yuri Sharov, pour un titre mondial WKN des -63.5 kilogrammes. Pour ne pas décevoir son public, Osman décida d'aller 2 semaines dans le camp Chowatana de Bangkok... Osman devint alors champion du monde de boxe thaïlandaise WKN des -63.5 kilogrammes pour la dernière fois.
Le 3 février 2013, La légende Osman Yigin fait son retour après dix années d'arrêt! Un retour historique pour lui car cela lui manquait, il invita alors chez lui à Farciennes le champion d'Italie, Christian Lucia. Un combat qui dure quelques secondes et Osman remporte son combat par KO à la première reprise ! Le 24 novembre 2013, il a rencontré le champion du monde en titre de kick boxing, à Farciennes, lors de son 200e et dernier combat..! Un combat qui a coupé le souffle à tous les spectateurs présent, Osman Yigin remporta ce combat et ajouta une 172e victoire à son compteur de 200 Combats...
À l'heure actuelle, Osman a un palmarès de 200 combats, 172 victoires, 106 Victoires par ko, 26 défaites et 2 Nuls... Le seul européen à posséder un palmarès de telle sorte. Il continue toujours à manager et entrainer ses combattants au sein de l'Osman Gym où il a une dizaine de combattants professionnels.